# Malagazzia taeniogonia
Malagazzia taeniogonia is een hydroïdpoliep uit de familie Malagazziidae. De poliep komt uit het geslacht Malagazzia. Malagazzia taeniogonia werd in 1958 voor het eerst wetenschappelijk beschreven door Chow & Huang. 